# 蜜蜂巢框
蜜蜂巢框（英語：Hive frame）為養殖蜜蜂使用的器材。

## 起源
巢框不存在于野生蜜蜂巢穴之中，但商業養殖蜜蜂大多會使用巢框。
使用巢框可以快速抽換巢脾、方便檢查蜂巢內部情況，蜂蜜採收也因巢框的使用而便利許多，不必破壞蜂巢即可採收蜂蜜，且巢框還可重複使用。
巢框是蜜蜂養殖最重要的器材，其他的養蜂器材都是圍繞巢框而設定。

## 规格与材质
朗氏標準框（Langstroth frame）又稱為朗氏框或標準框，世界上每個國家的朗氏標準框尺寸都有差異，但大多可以通用。材質多为木材，也有的採用塑膠。

## 圖集

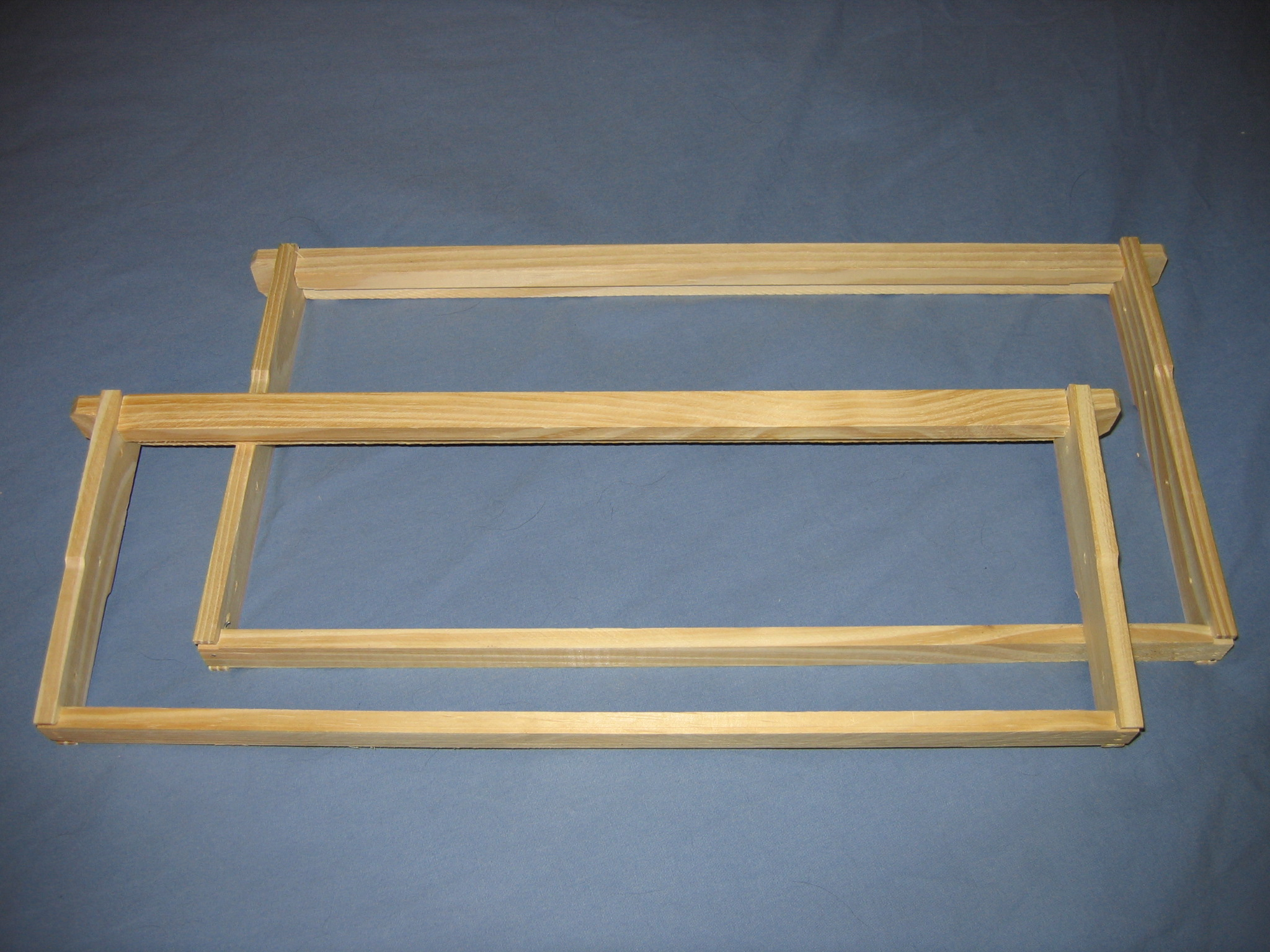
朗氏框與繼箱用的朗氏框
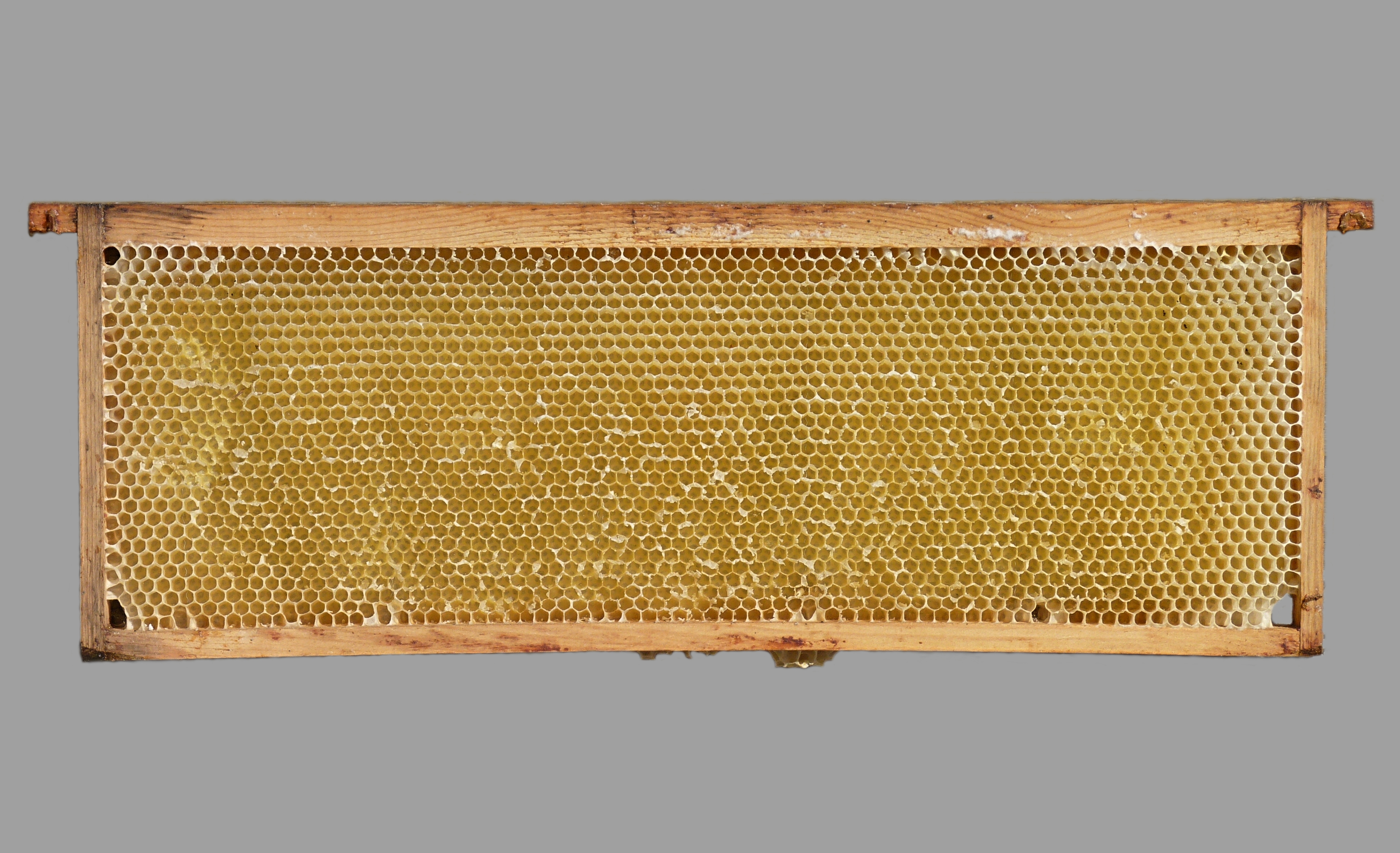
造脾完成的巢框
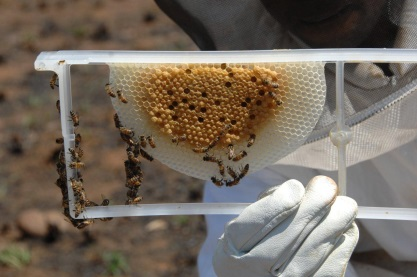
塑膠製的巢框
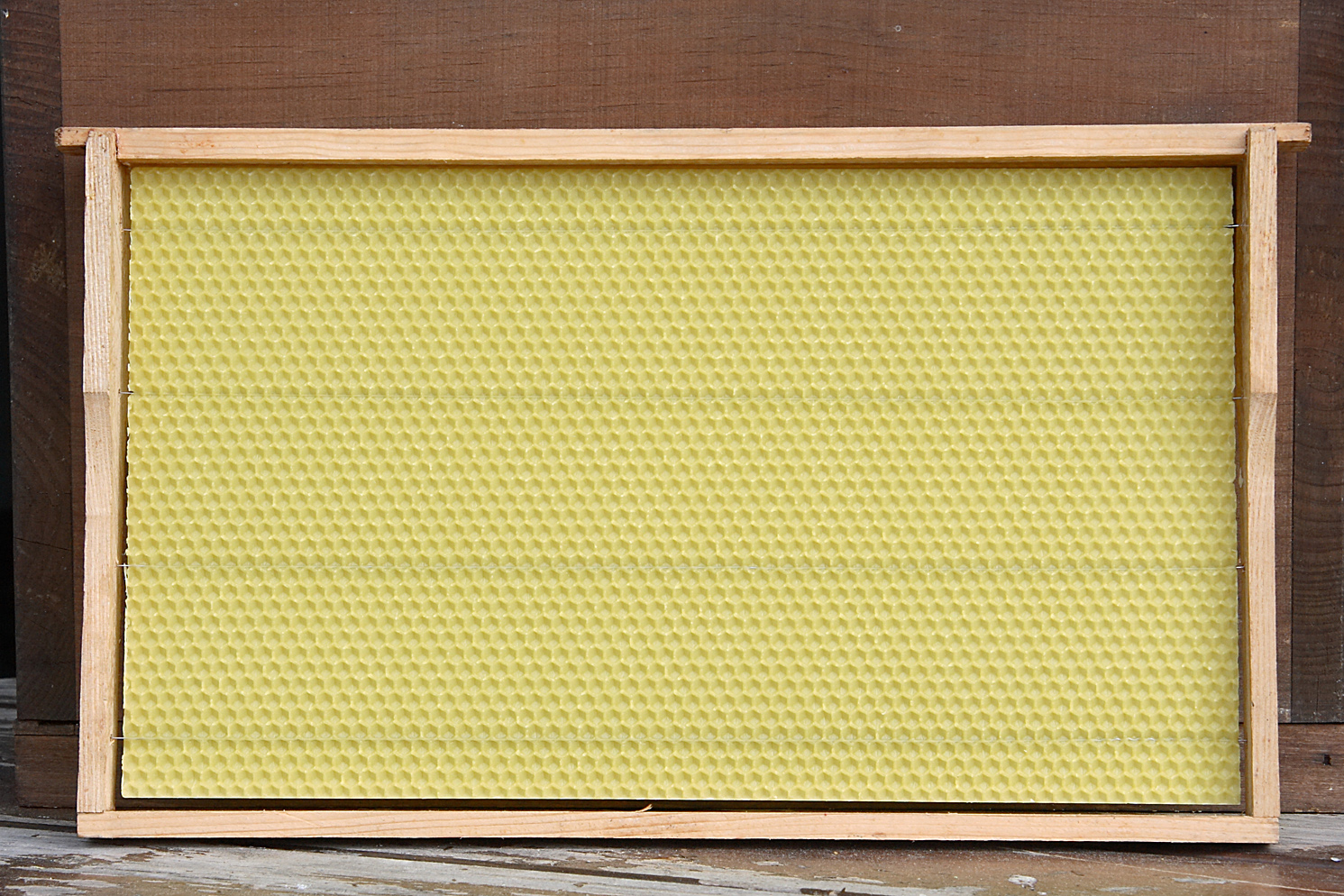
已安裝巢礎（蠟片）的巢框
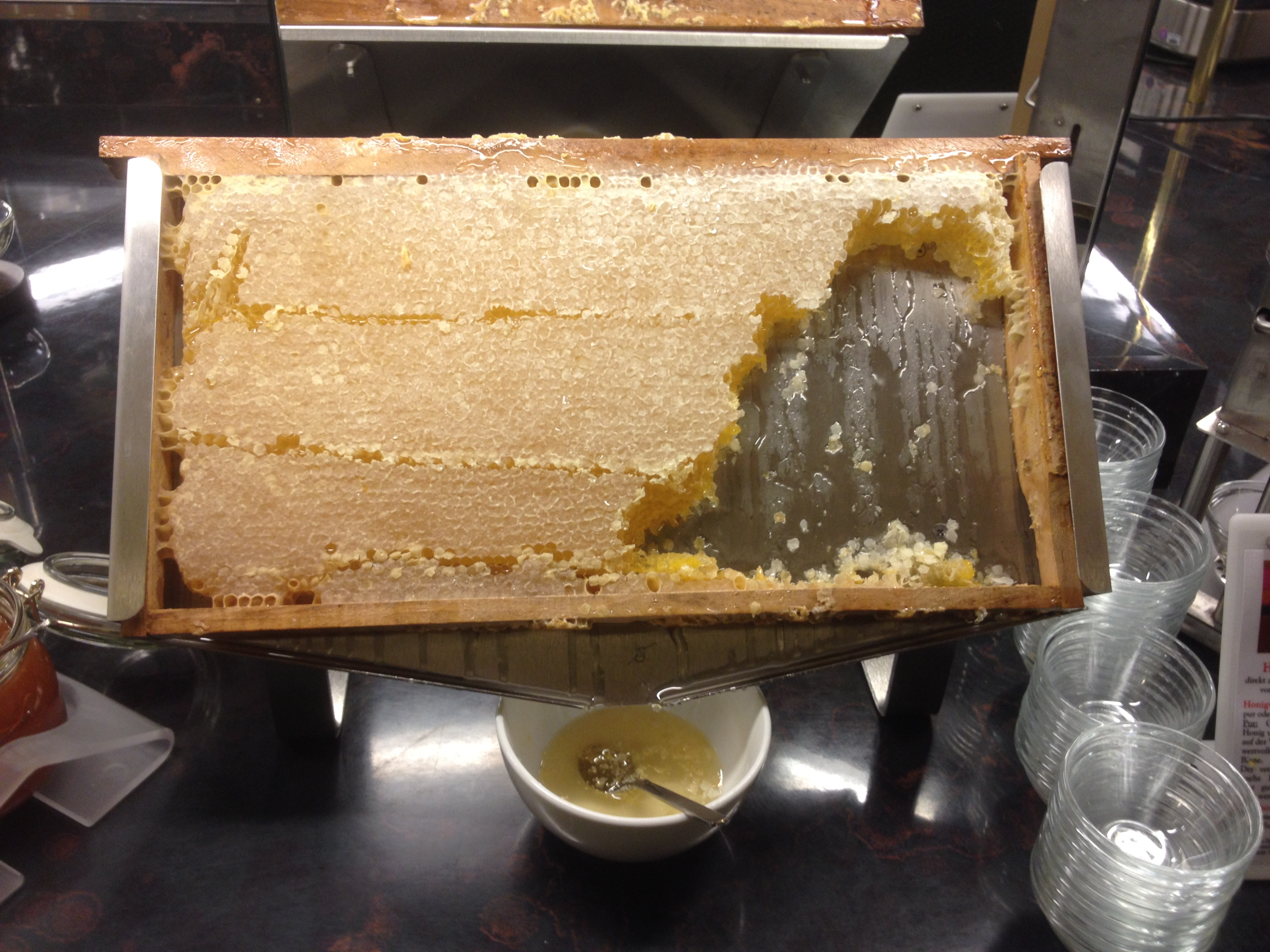
儲滿蜂蜜的蜜脾巢框